# Wallaceavisslare
Wallaceavisslare (Pachycephala arctitorquis) är en fågel i familjen visslare inom ordningen tättingar.

## Utseende och läte
Wallaceavisslare är en sparvstor fågel tättingar med kraftig näbb. Hanen har svart huva, vit strupe, ljusgrå ovansida och vit undersida. Honan är rostbrun ovan, vitaktig under, med mörka streck på bröstet. Hanen skiljs från hane guldvisslare och bandvisslare genom grå rygg och vit undersida, honan från dessa arter liksom timorvisslaren på det streckade bröstet och kraftigt rosttonad ovansida. Sången består av en serie gälla visslingar.

## Utbredning och systematik
Wallaceavisslare delas in i tre underarter med följande utbredning:
- Pachycephala arctitorquis tianduana – Tayanduöarna i Bandasjön
- Pachycephala arctitorquis kebirensis – östra Små Sundaöarna (Moa, Romang, Babar, Wedan och Damar)
- Pachycephala arctitorquis arctitorquis – Tanimbaröarna (Yamdena, Larat, Lutu och Mutu)

## Levnadssätt
Wallaceavisslaren hittas i olika beskogade miljöer. Par och enstaka fåglar frekventerar undervegetationen och de mellersta skikten under trädtaket.

## Status och hot
Arten har ett stort utbredningsområde, men tros minska i antal, dock inte tillräckligt kraftigt för att den ska betraktas som hotad. Internationella naturvårdsunionen IUCN listar arten som nära hotad (LC).

## Namn
Wallacea är ett biogeografiskt område som omfattar ett antal öar i Indonesien som isoleras från de asiatiska och australiska kontinenterna genom djupa sund. I väster avgränsas Wallacea av Wallacelinjen och i öster av Lydekkers linje.